# Dexter: Resurrección
Dexter: Resurrección (en inglés: Dexter: Resurrection) es una serie de televisión estadounidense de drama criminal misterio desarrollada por Clyde Phillips. Es una secuela de Dexter: New Blood y Dexter, y presenta a Michael C. Hall retomando su papel de Dexter Morgan junto a Uma Thurman, Jack Alcott, David Zayas, Ntare Guma Mbaho Mwine, Kadia Saraf, Dominic Fumusa, Emilia Suárez, James Remar, y Peter Dinklage. Se estrenó en Paramount+ con Showtime el 11 de julio de 2025.

## Premisa
Unas semanas después de New Blood, Dexter Morgan, quien se ha recuperado milagrosamente de su herida de bala casi fatal, persigue a un Harrison desaparecido hasta la ciudad de Nueva York, donde el capitán Angel Batista los sigue de cerca desde Miami.

## Reparto y personajes

### Principal
- Michael C. Hall como Dexter Morgan
- Uma Thurman como Charley
- Jack Alcott como Harrison Morgan
- David Zayas como Angel Batista
- Ntare Guma Mbaho Mwine como Blessing Kamara
- Kadia Saraf como la detective Claudette Wallace
- Dominic Fumusa como el detective Melvin Oliva
- Emilia Suárez como Elsa Rivera
- James Remar como Harry Morgan
- Peter Dinklage como Leon Prater

### Recurrente
- David Magidoff como Teddy Reed
- Krysten Ritter como Mia Lapierre / Lady Vengeance
- Steve Schirripa como Vinny

### Invitado
- John Lithgow como Arthur Mitchell / Asesino Trinity
- Erik King como James Doakes
- Jimmy Smits como Miguel Prado
- Marc Menchaca como Ronald "Red" Schmidt / Dark Passenger
- Max von Essen como Keith / The Canton Clubber[3]
- Reese Antoinette como Joy[3]
- C. S. Lee como Vince Masuka[4]
- Desmond Harrington como Joey Quinn[5][4]
- Neil Patrick Harris como Lowell / The Tattoo Collector
- Eric Stonestreet como Al / Rapunzel
- David Dastmalchian en un papel doble como los Asesinos Géminis:[6]
  - Gareth, uno de los Asesinos Géminis que Dexter conoció en el encuentro de Prater
  - El hermano gemelo de Gareth, uno de los Asesinos Géminis
- Lesley Stahl como ella misma[7]

## Episodios
| N.º | Título                                                               | Dirigido por   | Escrito por                                                                                | Fecha de lanzamiento original |
| --- | -------------------------------------------------------------------- | -------------- | ------------------------------------------------------------------------------------------ | ----------------------------- |
| 1 | «A Beating Heart...» «Latido»                                        | Marcos Siega   | Clyde Phillips & Scott Reynolds                                                            | 11 de julio de 2025           |
| Ahora viviendo en la ciudad de Nueva York y trabajando como botones en un hotel, Harrison cede a sus propios impulsos oscuros y asesina a Ryan Foster, un depredador sexual que intentaba violar a Shauna, una de las huéspedes del hotel que asiste a una conferencia médica en el Hotel Empire, que estaba borracha. Dexter, tras haber sobrevivido al tiroteo, queda en coma durante diez semanas, durante las cuales varias caras de su pasado lo impulsan a vivir. Mientras se somete a fisioterapia para recuperarse, Dexter recibe la visita de Teddy Reed y Angel Batista. Ambos revelan que Angela, tras descubrir que Logan le disparó a Dexter en su celda, se retractó de sus acusaciones de que él era el Carnicero de la Bahía Harbor con una nota de Angela que sugiere que lo hizo para vengarse de Dexter por resolver el asesinato de su amiga Iris. El asesinato de Matt Caldwell se ha atribuido a su padre asesino en serie, mientras que el de Logan se ha declarado en defensa propia. Sin embargo, Angel ahora sospecha de la culpabilidad de su ex mejor amigo en el caso del Carnicero de la Bahía Harbor y ha declarado legalmente que Dexter está vivo. Tras enterarse del asesinato cometido por Harrison, Dexter, todavía en un estado físico debilitado, escapa del hospital en busca de su hijo. |                                                                      |                |                                                                                            |                               |
| 2 | «Camera Shy» «Tímido ante la cámara»                                 | Marcos Siega   | Scott Buck                                                                                 | 11 de julio de 2025           |
| Dexter investiga la escena del crimen y limpia las salpicaduras de sangre que Harrison había pasado por alto. Su Pasajero Oscuro, Harry, insta a Dexter a guiar a su hijo, pero Dexter se resiste a cambiar la vida de Harrison y prefiere protegerlo a distancia. Recuperando su verdadera identidad, Dexter alquila un apartamento y compra un coche, estableciéndose en Nueva York. Dexter se entera de un asesino en serie llamado Dark Passenger que tiene como objetivo a los conductores inmigrantes de viajes compartidos. Dexter identifica al asesino como Ronald Schmidt, pero prefiere salvar la vida de la próxima víctima de Schmidt en lugar de matarlo, un cambio con respecto a cómo Dexter ha operado en el pasado, ya que ahora se preocupa por los demás. Tras la desaparición de Dexter, Angel intenta encontrarlo con la ayuda de Teddy. Atormentado por sus asesinatos, Harrison vende la camioneta de Dexter, que aún posee. |                                                                      |                |                                                                                            |                               |
| 3 | «Backseat Driver» «Órdenes de copiloto»                              | Monica Raymund | Nick Zayas                                                                                 | 18 de julio de 2025           |
| El trabajo de Dexter como conductor de viajes compartidos de Urcar tiene un comienzo difícil, pero Blessing lo ayuda a rectificar. Dexter se somete a acupuntura con Joy, la hija de Blessing, lo que le devuelve las fuerzas, mientras que Dexter adquiere nuevas herramientas para matar en internet. Angel se entera por Teddy de que Dexter está en la ciudad de Nueva York y anuncia a Joey Quinn y Vince Masuka que se retira de la policía para investigar algo. Harrison sigue estrechando lazos con su compañera de trabajo Elsa, pero se convierte en el principal sospechoso del asesinato de Foster. En lugar de confesar, Harrison revela que ha estado okupando habitaciones vacías con la ayuda de Elsa como coartada. Dexter le tiende una trampa a Red, presentándose como la próxima víctima del Pasajero Oscuro, y se entera de que Red está resentido porque su padre, taxista, perdió su trabajo y se suicidó por culpa de los viajes compartidos. Antes de que Dexter lo mate y queme el cuerpo, Red revela que fue invitado a una cena para asesinos en serie a la que Dexter decide asistir en lugar de Red. |                                                                      |                |                                                                                            |                               |
| 4 | «Call Me Red» «Llámame Red»                                          | Monica Raymund | Alexandra Franklin & Marc Muszynski                                                        | 25 de julio de 2025           |
| Haciéndose pasar por Red, Dexter conoce a Leon Prater, un inversor de capital riesgo que dirige una sociedad secreta de asesinos en serie y posee una extensa colección de trofeos que celebran a infames asesinos en serie, como Arthur Mitchell, Brian Moser y el propio Dexter. Dexter se siente atraído por el grupo y conecta con Mia Lapierre, una asesina en serie que se centra en depredadores sexuales que escapan de la justicia tras la violación y asesinato de su hermana. Después, Dexter mata a Lowell para salvar a su siguiente víctima. Inspirado por Prater, Dexter retoma su práctica de coleccionar trofeos de portas de sangre. Angel llega a la ciudad e intenta, sin éxito, convencer a Harrison de que le cuente lo que sabe sobre las actividades de Dexter. Al enterarse del asesinato de Foster, Angel ofrece su ayuda a la de policía de Nueva York, pero no les revela sus sospechas sobre Harrison, decidido a atrapar a Dexter y compadecido por Harrison. Harrison continúa luchando contra la culpa por el asesinato de Foster, lo que culmina en que casi se entrega a la policía, tras conocer a Angel y ser rechazado cuando intentó besar a Elsa, pero Dexter se revela a Harrison y lo detiene.                                                                                          |                                                                      |                |                                                                                            |                               |
| 5 | «Murder Horny» «Hormona asesina»                                     | Marcos Siega   | Katrina Mathewson & Tanner Bean                                                            | 1 de agosto de 2025           |
| Dexter se reúne con Harrison, quien le revela la búsqueda de Dexter por parte de Batista y se sincera sobre su culpa, pero se resiste a que su padre vuelva a su vida. Harrison continúa luchando con la culpa por el asesinato de Ryan y por ser sospechoso en la investigación. Para distraerse, Dexter pasa más tiempo con Mia y considera revelarle la verdad sobre su identidad, y Mia sugiere colaborar en un asesinato. Sin embargo, Dexter descubre que Mia es tan depravada como los otros asesinos en serie que persigue, y ataca a cualquiera cuando siente la necesidad de matar. Incapaz de matar a Mia sin llamar la atención, Dexter hace que la arresten justo cuando Mia está a punto de matar a su próxima víctima y le atribuye el asesinato de Ryan. Prater, quien concede una entrevista sobre sí mismo, le ordena a Charley que se ocupe de Mia, y ella le promete que su estancia en prisión será corta. Dexter finalmente se sincera con su hijo y le promete no intentar moldear a Harrison a su imagen, y ambos comienzan a reconstruir su relación. |                                                                      |                |                                                                                            |                               |
| 6 | «Cats and Mouse» «Gatos y ratones»                                   | Marcos Siega   | Kirsa Rein                                                                                 | 8 de agosto de 2025           |
| Dexter y Harrison siguen estrechando lazos y asisten juntos al funeral de Prudence, la madre de Blessing. Tras una discusión brusca con Dexter, Blessing le habla de su doloroso pasado como niño soldado del Frente Revolucionario Unido. Harrison considera ir a la Universidad de Nueva York y, mientras cuida a Elsa, fantasea con matar a Vinny, el casero de la villa, lo que le perturba profundamente. Angel les cuenta a Wallace y Oliva sus sospechas sobre Dexter y Harrison, pero antes de que puedan interrogar a Mia, Charley soborna a un guardia para que la mate y lo haga parecer un suicidio. Dexter acecha a Gareth, el Asesino Géminis, como su próximo objetivo. En su apartamento, Dexter encuentra a Gareth y le ofrece una bebida con la que lo seda; Dexter mata a Gareth antes de que Prater lo invite a un viaje con el resto del grupo. En el lugar de encuentro, mientras Dexter se dirige al helicóptero, se pregunta si debería seguir matando gente del grupo después de Gareth, pero para sorpresa de Dexter, el Gareth que había conocido en la fiesta de Prater se une a ellos, revelando que Gemini en realidad son asesinos en serie gemelos idénticos. |                                                                      |                |                                                                                            |                               |
| 7 | «Course Correction» «Corrección de rumbo»                            | Monica Raymund | Guion de: Hilly Hicks Jr. Historia de: Hilly Hicks Jr. & Edith D. Rodríguez                | 15 de agosto de 2025          |
| Los asesinos de Prater son llevados a un castillo alquilado para un retiro donde Dexter aprovecha la oportunidad para mostrar al grupo su verdadero yo. Inspirado por Dexter, Prater le habla de su difícil pasado y de su amistad con el asesino en serie que asesinó a sus padres. Dexter le revela a Gareth cómo mató a su hermano para provocarle, con Gareth atacándolo y Dexter matándolo, haciéndolo parecer en defensa propia, y le atribuye la muerte de Lowell. En Nueva York, Dexter acompaña a Harrison en una visita universitaria mientras este considera una carrera en la policía y asisten a una conferencia de la detective Wallace sobre el Destripador de Nueva York. Tras ver el arma homicida del Destripador en la colección de Prater, Dexter le ofrece algunos consejos sobre el caso. Angel visita la casa de Blessing para reunirse con Dexter, quien se ofrece a llevarlo. Mientras conduce a Angel, Dexter le advierte que se mantenga alejado de él y de su hijo, pero Angel se opone, queriendo vengar la muerte de sus amigos; Dexter lo obliga a salir del coche después de que Angel coloca secretamente sus auriculares en un asiento para usarlos como GPS. |                                                                      |                |                                                                                            |                               |
| 8 | «The Kill Room Where It Happens» «La sala de la muerte donde sucede» | Monica Raymund | Guion de: Tony Saltzman Historia de: Tony Saltzman & Dane Anderson                         | 22 de agosto de 2025          |
| 9 | «Touched by an Ángel» «Tocado por un Ángel»                          | Marcos Siega   | Guion de: Scott Reynolds Historia de: Matt Venne                                           | 29 de agosto de 2025          |
| 10 | «And Justice For All...» «Y justicia para todos»                     | Marcos Siega   | Guion de: Clyde Phillips Historia de: Clyde Phillips & Alexandra Franklin & Marc Muszynski | 5 de septiembre de 2025       |

## Producción

### Desarrollo
El 26 de julio de 2024, en la San Diego Comic-Con durante el panel de Dexter: Pecado original, se anunció una serie secuela de Dexter: New Blood titulada Dexter: Resurrection. Está desarrollada por Clyde Phillips, quien también se desempeña como productor ejecutivo y showrunner. La serie secuela está programada para estrenarse en 2025. El 7 de enero de 2025, Michael C. Hall, Scott Reynolds, Tony Hernandez, Lilly Burns y Marcos Siega se sumaron como productores ejecutivos. Las compañías de producción involucradas con la serie son Showtime Studios y Counterpart Studios. Según Do Hall y Phillips, Resurrection está diseñado para tener varias temporadas.

### Casting
Tras el anuncio de la secuela de la serie, se confirmó que Hall repetiría su papel como Dexter Morgan. El 7 de enero de 2025, David Zayas, Jack Alcott y James Remar se unieron al reparto para repetir sus papeles como Angel Batista, Harrison Morgan y Harry Morgan como personajes regulares de la serie. Pocas semanas después, Uma Thurman fue elegida para formar parte del reparto regular de la serie. En febrero de 2025, Peter Dinklage, Ntare Mwine, Kadia Saraf, Dominic Fumusa y Emilia Suárez se unieron al reparto como regulares de la serie mientras que Krysten Ritter fue elegida para interpretar a la asesina en serie Mia / Lady Vengeance de manera recurrente. En marzo de 2025, Neil Patrick Harris (interpretando al asesino en serie Lowell / The Tattoo Collector), Eric Stonestreet (interpretando al asesino en serie Al / Rapunzel) y David Dastmalchian (interpretando a Gareth / The Gemini Killer) fueron elegidos para aparecer en papeles invitados. con Steve Schirripa uniéndose al reparto en un papel recurrente. John Lithgow reveló en una entrevista que repetirá su papel de Arthur Mitchell / Trinity Killer. Ese mismo mes, David Magidoff se unió al reparto para repetir su papel de Teddy Reed de forma recurrente. A finales de marzo de 2025, se confirmó que Jimmy Smits repetiría su papel de Miguel Prado. En abril de 2025, Marc Menchaca y Reese Antoinette fueron elegidos para papeles invitados. El 1 de junio de 2025, se confirmó que Erik King repetiría su papel de James Doakes.

### Rodaje
La fotografía principal de la serie comenzó el 9 de enero de 2025 en la ciudad de Nueva York. Marcos Siega dirige los episodios 1-2, 5-6 y 9-10 mientras que Monica Raymund dirige los episodios 3-4 y 7-8.

## Estreno
Dexter: Resurrección se estrenará el 11 de julio de 2025, con sus dos primeros episodios.

## Recepción

### Audiencia
Dexter: Resurrección se convirtió en el estreno más visto de Showtime, con 3,1 millones de espectadores globales en múltiples plataformas en sus primeros tres días, superando el récord de Dexter: pecado original. Es un 44 % superior a Pecado original y un 76 % superior a Dexter: New Blood.